# 3397 Leyla
3397 Leyla је Марсов тројански астероид. Приближан пречник астероида је 5,34 ,
а средња удаљеност астероида од Сунца износи 2,348 астрономских јединица (АЈ).
Инклинација (нагиб) орбите у односу на раван еклиптике је 21,984 степени, а орбитални период износи 1314,779 дана (3,599 године). Ексцентрицитет орбите астероида износи 0,299.
Апсолутна магнитуда астероида износи 13,60 а геометријски албедо 0,225.
Астероид је откривен 8. децембра 1964. године.